# Lynette Howell Taylor
Lynette Howell Taylor (Liverpool, Inglaterra, 18 de maio de 1979) é uma produtora cinematográfica inglesa. Como reconhecimento, foi nomeada ao Óscar 2019 na categoria de Melhor Filme por A Star Is Born (2018). Em 2020, produziu o Oscar 2020 ao lado de Stephanie Allain.